# Julius von Oheimb
Julius Baron von Oheimb (* 9. August 1843 im Herzogtum Sachsen-Lauenburg; † 5. Februar 1922 in Helpsen) war Rittergutsbesitzer, Landrat und Mitglied des Deutschen Reichstags.

## Herkunft
Seine Eltern waren William Karl Moritz Ernst von Oheimb (24. März 1802; † 3. September 1866) und dessen Ehefrau Fanny Auguste Wilhelmine von Levetzow (* 12. März 1808; † 21. Februar 1872).

## Leben
Julius Friedrich Goddert Wilhelm von Oheimb besuchte das Gymnasium in Bückeburg und das Königlich Hannoversche Kadetten-Korps und wurde hannoverscher Premier-Lieutenant. Er betrieb Landwirtschaft auf seinem Rittergut in Helpsen.
Von 1876 bis 1887 war er Schaumburg-Lippischer Landtagsabgeordneter.
Von 1887 bis 1890 war er Mitglied des Deutschen Reichstags für den Reichstagswahlkreis Fürstentum Schaumburg-Lippe  (Bückeburg, Stadthagen) und die Deutschkonservative Partei. Von 1898 bis 1916 war er Landrat im Kreis Stadthagen.

## Familie
Er heiratete am 6. Juli 1867 Charlotte von Ramdohr (* 22. Januar 1844; † 18. Mai 1917), eine Tochter des hannoverischen Generalleutnants Wilhelm Albrecht Andreas von Ramdohr. Das Paar hatte mehrere Kinder:
- William Parm Georg Franz (* 11. Mai 1868; † 30. April 1953) ⚭ 1893 Gräfin Elma Innhausen und Knyphausen (* 14. Oktober 1869; † 15. Oktober 1955), Tochter von Edzard zu Innhausen und Knyphausen
- Elma (* 9. August 1870; † 14. Juli 1951) ⚭ Georg von Schwerin (* 23. Mai 1862; † 13. April 1932)[2], Oberstaatsanwalt
- Elisabeth (* 7. Juni 1874; † 15. Januar 1897)

## Genealogie
- Moritz Maria von Weittenhiller: Genealogisches Taschenbuch der Ritter- u. Adels-Geschlechter 1878. Dritter Jahrgang, Buschak & Irrgang, Brünn/Wien 1877, S. 512.
- Gothaisches Genealogisches Taschenbuch der Adeligen Häuser. Der in Deutschland eingeborene Adel (Uradel). 1901. Zweiter Jahrgang, Justus Perthes, Gotha 1900, S. 668 f.